# Britt Synnøve Johansen
Britt Synnøve Johansen (* 1970 in Haugesund) ist eine norwegische Sängerin.

## Leben und Wirken
Als Gewinnerin des Melodi Grand Prix 1989 trat sie für Norwegen beim Concours Eurovision de la Chanson 1989 in Lausanne an. Mit der Popballade Venners nærhet landete sie auf Platz 17. Nach dem Wettbewerb war sie überwiegend als Musicaldarstellerin tätig und war in Schrooge oder Les Misérables zu sehen. 2001 sang sie Stücke von Édith Piaf auf Norwegisch ein und war damit in einem Bühnenprogramm zu erleben.

## Diskografie
Alben
- God morgen – 1990
- Mot himmlen i Paris – 2002
- Skyt meg med tre roser – 2010